# Britt Irvin
Brittney „Britt“ Elizabeth Irvin (* 10. November 1984 in Vancouver, British Columbia) ist eine kanadische Schauspielerin und Synchronsprecherin.

## Leben
Irvin wurde am 10. November 1984 in Vancouver als Brittney Elizabeth Irvin geboren und wuchs in Surrey, British Columbia, mit einem jüngeren Bruder auf. Ab etwa 1990, als sie sechs Jahre alt war, begann sie Ballett zu tanzen und auf Festivals zu singen. Im Alter von zehn Jahren wirkte sie an zwei Musicals, Show Boat und A Christmas Carol, mit. Seit dem 7. Juli 2018 ist sie mit dem Kameramann und Filmschaffenden Chris Boni verheiratet.
Ab 1995 folgten erste Tätigkeiten für Irvin als Synchronsprecherin. 1996 gab sie ihr Schauspieldebüt in einer Nebenrolle im Fernsehfilm Blitzschlag im Cockpit – Katastrophe in den Wolken. Im selben Jahr stellte sie die größere Rolle der Lilly Feagan im Fernsehfilm Fröhliche Weihnachten Mr. Präsident dar. 2009 spielte sie im Musikfilm Spectacular! die Rolle der Amy. Im selben Jahr war sie in insgesamt 13 Episoden der Fernsehserie The Assistants in der Rolle der Gillian Hughes zu sehen. Von 2010 bis 2011 stellte sie in der Fernsehserie Smallville in insgesamt vier Episoden die Rolle der Courtney Whitmore dar. 2013 übernahm sie die titelgebende Hauptrolle in Lucille’s Ball.
Als Synchronsprecherin lieh sie ihre Stimme anfänglich vor allem Figuren in Animes und US-amerikanischen oder kanadischen Fernsehserien, später lag ihr Fokus auf Animationsfilmen wie der Barbie- oder der Bratz-Reihe. Von 2013 bis 2014 lieh sie in der Zeichentrickserie Paket von X der Rolle der Amanda Highborn ihre Stimme.

## Filmografie (Auswahl)
- 1996: Blitzschlag im Cockpit – Katastrophe in den Wolken (Panic in the Skies!, Fernsehfilm)
- 1996: Fröhliche Weihnachten Mr. Präsident (The Angel of Pennsylvania Avenue, Fernsehfilm)
- 1997–2001: Outer Limits – Die unbekannte Dimension (The Outer Limits, Fernsehserie, 2 Episoden, verschiedene Rollen)
- 1998: Project Sleepwalker (Fernsehserie, Episode 1x06)
- 1998: Night Man (Fernsehserie, Episode 2x05)
- 1998–1999: Little Men (Fernsehserie, 26 Episoden)
- 1999: Stargate – Kommando SG-1 (Stargate SG-1, Fernsehserie, Episode 3x05)
- 1999: You, Me and the Kids (Fernsehserie, Episode 1x29)
- 2000: The Wonderful World of Disney (Fernsehserie, Episode 3x11)
- 2000: The Wednesday Woman (Fernsehfilm)
- 2000: Higher Ground (Fernsehserie, 2 Episoden)
- 2000: Quarantäne (Quarantine, Fernsehfilm)
- 2000: Single-Alarm – Unser Vater braucht 'ne Frau! (Personally Yours, Fernsehfilm)
- 2000: Fionas Website (So Weird, Fernsehserie, Episode 3x07)
- 2001: 2gether (2gether: The Series, Fernsehserie, Episode 2x03)
- 2001–2002: X-Factor: Das Unfassbare (Beyond Belief: Fact or Fiction, Fernsehserie, 2 Episoden)
- 2002: Wasted (Fernsehfilm)
- 2002: Taken (Miniserie, Episode 1x06)
- 2003: Auf kalter Spur (Cold Squad, Fernsehserie, Episode 6x13)
- 2003: Ein Cousin zum Knutschen (National Lampoon’s Thanksgiving Family Reunion, Fernsehfilm)
- 2003: The Great Upstanding Member (Kurzfilm)
- 2003: Edgemont (Fernsehserie, 13 Episoden)
- 2003: Family Curse (Fernsehfilm)
- 2004: Jack (Fernsehfilm)
- 2004: The Book of Ruth (Fernsehfilm)
- 2004: The Days (Fernsehserie, 4 Episoden)
- 2004: Have You Heard? Secret Central
- 2005: Kifferwahn (Reefer Madness, Fernsehfilm)
- 2005: The Road That Binds Us (Kurzfilm)
- 2006: Eiskalt wie die Hölle (Absolute Zero, Fernsehfilm)
- 2006: Alice, I Think (Fernsehserie, 2 Episoden)
- 2006: Behind the Camera: The Unauthorized Story of 'Diff'rent Strokes' (Fernsehfilm)
- 2006: Supernatural (Fernsehserie, Episode 1x17)
- 2007: Sexy, clever und über 40 (Write & Wrong, Fernsehfilm)
- 2007: Hot Rod – Mit Vollgas durch die Hölle (Hot Rod)
- 2007: Normal
- 2007–2008: Aliens in America (Fernsehserie, 4 Episoden)
- 2009: Spectacular!
- 2009: The Assistants (Fernsehserie, 13 Episoden)
- 2009: V – Die Besucher (V, Fernsehserie, 3 Episoden)
- 2010: Life Unexpected – Plötzlich Familie (Life Unexpected, Fernsehserie, Episode 1x01)
- 2010: Freshman Father (Fernsehfilm)
- 2010: R. L. Stine’s The Haunting Hour (Fernsehserie, Episode 1x01)
- 2010–2011: Smallville (Fernsehserie, 4 Episoden)
- 2012: Für immer Liebe (The Vow)
- 2012: Smart Cookies (Fernsehfilm)
- 2012: Beauty and the Beast (Fernsehserie, Episode 1x01)
- 2013: Hochzeit ohne Ehe (Nearlyweds, Fernsehfilm)
- 2013: Lucille's Ball
- 2013: The Trainer (Fernsehfilm)
- 2013: Garage Sale Mysteries (Fernsehserie, Episode 1x01)
- 2013: Verflixt! – Murphys Gesetz (Jinxed, Fernsehfilm)
- 2013: Supernatural (Fernsehserie, Episode 9x09)
- 2014: Feed the Gods
- 2014: Big Eyes
- 2014: Mountain Men
- 2014: Mr. Miracle (Fernsehfilm)
- 2015: One Last Ride (Kurzfilm)
- 2015: The Driftless Area – Nichts ist wie es scheint (The Driftless Area)
- 2015: iZombie (Fernsehserie, Episode 1x08)
- 2015: She Who Must Burn
- 2016–2019: Chesapeake Shores (Fernsehserie, 22 Episoden)
- 2017: When We Rise (Miniserie, Episode 1x02)
- 2017: The Wrong Babysitter (Fernsehfilm)
- 2017: Crash Pad
- 2017: Undercover Angel (Fernsehfilm)
- 2018: Mit Liebe zum Mord (Aurora Teagarden Mysteries, Fernsehserie, Episode 1x08)
- 2019: Time for You to Come Home for Christmas (Fernsehfilm)
- 2020: Altered Carbon – Das Unsterblichkeitsprogramm (Altered Carbon, Fernsehserie, 4 Episoden)
- 2020: The 100 (Fernsehserie, 3 Episoden)
- 2020: A Little Christmas Charm (Fernsehfilm)
- 2021: Die Liebesboten von der Beacon Street (Cupids on Beacon Street) (Fernsehfilm)
- 2021: A Christmas to Savour (Fernsehfilm)
- 2022: Mord im Auftrag Gottes (Under the Banner of Heaven, Miniserie, 6 Episoden)
- 2024: Family Law (Fernsehserie, Episode 3x02)

## Synchronisationen (Auswahl)
- 1995: Madeleines neue Abenteuer (New Adventures of Madeline, Zeichentrickserie)
- 1996: Nilus the Sandman (Zeichentrickserie, Episode 1x10)
- 1999: Madeline verschollen in Paris (Madeline: Lost in Paris, Animationsfilm)
- 1999: Simsalabim Sabrina (Sabrina: The Animated Series, Zeichentrickserie, 6 Episoden)
- 1999: Trouble Chocolate (Toraburu chokorêto/トラブルチョコレート, Zeichentrickserie, 2 Episoden)
- 2001: Arjuna Erdenmädchen  (Chikyû shôjo Arjuna/地球少女アルジュナ, Zeichentrickserie)
- 2001: The Soul Taker (The SoulTaker/The Soul Taker 〜魂狩〜, Zeichentrickserie, 4 Episoden)
- 2001: Inuyasha (犬夜叉, Zeichentrickserie, 2 Episoden)
- 2001–2002: Mary-Kate and Ashley in Action! (Zeichentrickserie, 5 Episoden)
- 2002: Madeline: My Fair Madeline (Fernsehzeichentrickfilm)
- 2003: Die Hexenpatin ( Scary Godmother: Halloween Spooktakular, Fernsehanimationsfilm)
- 2003: X-Men Evolution – Die Mutanten (X-Men: Evolution, Zeichentrickserie, Episode 4x03)
- 2004: Dragons: Fire & Ice (Fernsehanimationsfilm)
- 2005: Scary Godmother: The Revenge of Jimmy (Fernsehanimationsfilm)
- 2007: Bratz: Super Babyz (Animationsfilm)
- 2007: George – Der aus dem Dschungel kam (George of the Jungle, Zeichentrickserie, 16 Episoden)
- 2008: Bratz Girlz Really Rock (Animationsfilm)
- 2008: Bratz (Animationsserie, 12 Episoden)
- 2008: Bratz Babyz Save Christmas (Animationsfilm)
- 2008: The Nutty Professor (Animationsfilm)
- 2010: Barbie – Modezauber in Paris (Barbie: A Fashion Fairy Tale, Animationsfilm)
- 2010: Bratz: Pampered Petz (Animationsfilm)
- 2011: Barbie und das Geheimnis von Oceana (Barbie in a Mermaid Tale 2, Animationsfilm)
- 2011: Barbie: A Fairy Secret (Animationsfilm)
- 2012: Bratz: Desert Jewelz (Animationsfilm)
- 2012–2018: My Little Pony – Freundschaft ist Magie (My Little Pony: Friendship is Magic, Zeichentrickserie, 2 Episoden)
- 2013–2014: Paket von X (Packages From Planet X, Zeichentrickserie, 31 Episoden)
- 2014: Barbie und die geheime Tür (Barbie and the Secret Door, Animationsfilm)
- 2015: Barbie in Princess Power (Fernsehanimationsfilm)
- 2015: My Little Pony: Equestria Girls – Friendship Games (Animationsfilm)
- 2016: Gin Tama (Gin Tama/銀魂, Zeichentrickserie, 2 Episoden)
- 2017: My Little Pony: Equestria Girls Specials (Zeichentrickserie, Episode 1x01)
- 2017: Equestria Girls: Tales of Canterlot High
- 2018: Doragaria rosuto (Computerspiel)
- 2021: LEGO Friends: Holiday Special (Fernsehanimationsfilm)
- 2022: LEGO Friends Heartlake Stories: Wet Wallop (Fernsehanimationsfilm)
- 2022: Lego Friends Special: Heartlake Stories: The Final Countdown (Fernsehanimationsfilm)